# 鶴澤清友

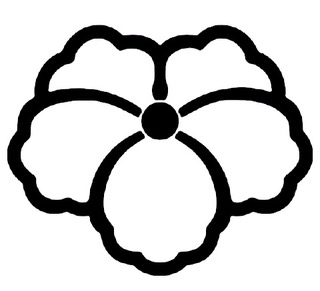
中陰蔦

鶴澤 清友（つるさわ せいとも）は、文楽義太夫節三味線方の名跡。初代・二代を数える。定紋は中陰蔦。
初代の師匠である四代目鶴澤清六の「清」の字と、祖父師匠である初代鶴澤道八の前名である鶴澤友松（ともまつ）からから「友」の字をそれぞれ取っているため「せいとも」と読む。その「友松」の名は、初代鶴澤道八の師匠である二代目鶴澤勝七の本名、久野友太郎（ともたろう）に由来する。

## 初代
（大正4年(1915年)年8月21日 - 昭和56年(1981年）11月12日）
初代鶴澤清友 → 六代目鶴澤徳太郎 → 二代目鶴澤道八

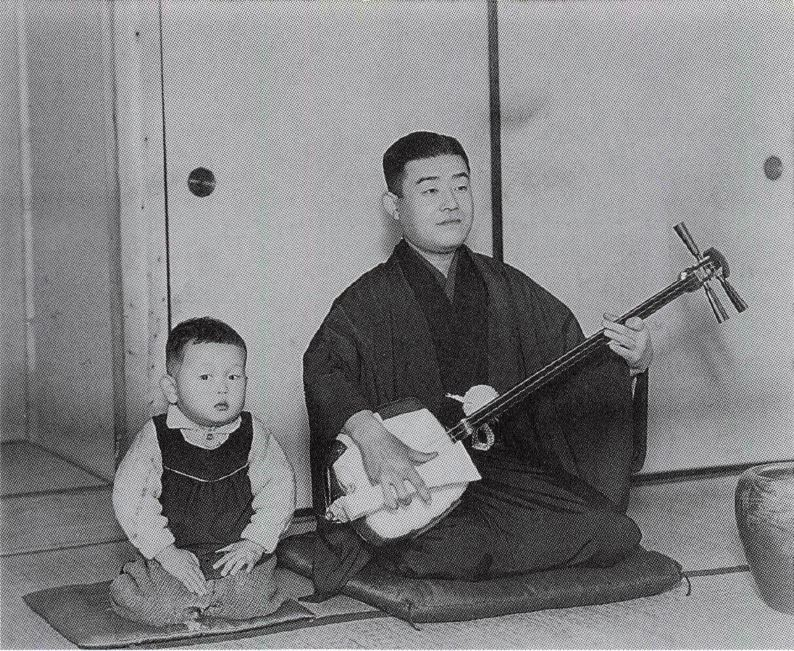
初代鶴澤清友（隣は息子の鶴澤清治）

本名：坪井沢一。岡山県矢掛町出身。四代目鶴澤清六門弟、後に初代鶴澤道八門弟。父は三代目鶴澤清糸。義兄に四代目鶴澤清六。甥で後に養子に初代鶴澤清治、孫には、六代目竹本織太夫、鶴澤清馗。曾孫には、二代目豊竹咲甫太夫、鶴澤清斗。門弟には、二代目鶴澤清友、鶴澤清介、鶴澤八介。孫弟子に、二代目鶴澤藤蔵（五代目鶴澤清二郎）、鶴澤清志郎、鶴澤清馗（初代鶴澤清治門弟）、四代目鶴澤友之助（二代目鶴澤清友門弟）、鶴澤清丈'、鶴澤清公、鶴澤清允、鶴澤清方、鶴澤清斗（鶴澤清介門弟）がいる。
このように、血縁である養子鶴澤清治一門、孫の鶴澤清馗、名跡を継承した四代目鶴澤友之助を除き、直弟子から孫弟子に至るまで門弟の名前の二文字目には全て四画の漢字が当てられている（清「友」・清「介」・八「介」・清「丈'」・清「公」・清「允」・清「方」・清「斗」全て四文字）。これは、清六の「六」の字が四画であることに由来し、自身は二代目鶴澤道八を襲名したものの、六代目鶴澤徳太郎を襲名したことで鶴澤清六家の当主となったからである。
昭和3年（1928年）四代目鶴澤清六に入門。初代鶴澤清友を名乗る。昭和5年（1930年）から2年余り初代鶴澤道八の内弟子となる。昭和31年（1956年）1月道頓堀文楽座杮落公演『絵本太功記』「尼ヶ崎の段 前」で豊竹松太夫（三代目竹本春子太夫）を弾き、六代目鶴澤徳太郎を襲名。昭和45年（1970年）4月道頓堀朝日座、5月東京国立劇場『義経千本桜』「道行初音旅」で二代目鶴澤道八を襲名。この「道行初音旅」は、太夫：四代目竹本越路太夫、四代目竹本津太夫、九代目竹本文字太夫（七代目竹本住太夫）、豊竹十九太夫、竹本緑太夫。三味線：シンに二代目鶴澤道八、六代目鶴澤寛治、十代目竹澤弥七、八代目竹澤團六（七代目鶴澤寛治）、四代目竹澤團二郎（竹澤團七）、鶴澤清治と、その当時の文楽座が誇るフルメンバーであった。
高木浩志は著書『文楽入門』で六代目鶴澤徳太郎（二代目鶴澤道八）について「清治を本当に可愛く思っているようで、リサイタルでもまめまめしく世話をしてやりながら、若い人の時代ですワ、私はもう一軒宿屋でも建てて隠居したい、などといっていましたが、とんでもない、この人あたりの統率力、今日性、具体的な教授法が、ものをいう時期が目前なのです。襲名したのも、新弟子をとったのも、まあやる気十分といったところでしょう。」と記している。

## 二代目
（昭和22年(1947年)年7月9日 - ）
本名：大沢弘宣。神奈川県出身。二代目鶴澤道八（初代鶴澤清友）門弟。後に、初代鶴澤清治門弟。門弟に四代目鶴澤友之助がいる。重要無形文化財総合認定保持者。
昭和46年（1971年）12月、二代目鶴澤道八（初代鶴澤清友）に入門し、師の前名鶴澤清友を二代目として名乗る。翌昭和47年（1972年）5月国立劇場『菅原伝授手習鑑』「道行詞甘替」で初舞台。昭和57年（1982年）師の逝去に伴い、師の養子である初代鶴澤清治門弟となる。

### 受賞歴
昭和54年 1月 昭和53年度文楽協会賞
昭和59年 9月 昭和58年度因協会奨励賞（野崎村）
平成 7年 1月 第14回（平成6年）国立劇場文楽賞文楽奨励賞
令和 2年 5月 令和2年度憲法記念日知事表彰
令和 2年12月 令和２年度文化庁長官表彰